# Abax gravidus
Abax gravidus är en skalbaggsart som beskrevs av Samuel Stehman Haldeman. Abax gravidus ingår i släktet Abax och familjen jordlöpare. Inga underarter finns listade i Catalogue of Life.